# Cratere Anaximenes
Anaximenes è un cratere lunare di 81,12 km situato nella parte nord-occidentale della faccia visibile della Luna.
Il cratere è dedicato al filosofo greco Anassimene di Mileto.

## Crateri correlati
Alcuni crateri minori situati in prossimità di Anaximenes sono convenzionalmente identificati, sulle mappe lunari, attraverso una lettera associata al nome.
| Anaximenes | Coordinate            | Diametro (in km) |
| ---------- | --------------------- | ---------------- |
| B          | 68°56′24″N 38°03′36″W | 8,34             |
| E          | 66°34′48″N 31°27′36″W | 10               |
| G          | 73°45′N 40°30′W       | 51,17            |
| H          | 74°38′24″N 45°42′00″W | 42,72            |